# Antipaluria silvestris
Antipaluria silvestris är en insektsart som beskrevs av Ross 1987. Antipaluria silvestris ingår i släktet Antipaluria och familjen Clothodidae. Inga underarter finns listade i Catalogue of Life.